# Riale Molera
Der Riale Molera, im alpinlombardischen Dialekt Rià de la Molera, ist ein Wildbach in der Region Moesa des Schweizer Kantons Graubünden und ein rechter Zufluss der Moesa. Das Bachbett im kurzen, steilen Tal hat ein grosses Sohlgefälle; das nivo-pluviale (schnee-regengespeiste) Abflussregime des Baches schwankt abhängig von den Niederschlägen sehr stark.

## Verlauf
Der Bach entspringt im oberen Bereich des Tales Val de la Molera im südorientierten Felsenkessel zwischen dem Piz de Groven (2694 m ü. M.) und dem Piz della Molera (2603 m ü. M.). Er fliesst im drei Kilometer langen Tal steil nach Südosten hinunter und bildet im ersten Abschnitt die Gemeindegrenze zwischen Santa Maria in Calanca und Grono. Das nordwestliche Berggebiet neben dem Bach liegt im Naturpark Calancatal. Das unwegsame Hochtal ist im oberen Bereich von steilem, felsigem Gelände zwischen den beidseitigen Bergketten geprägt und weiter unten, wo es ganz im Gebiet von Grono liegt, fast ganz bewaldet. Im wilden Berggebiet eigneten sich nur wenige Terrassen am Berghang für die alpwirtschaftliche Nutzung; die Fläche der ehemaligen Alp de Gimagn (früher italienisch Alpe di Gardinelli) ist jedoch fast ganz wieder von Wald überwachsen.
Aus mehreren meist trockenen Abflussrinnen an der rechten, südwestlichen Talflanke fliessen nach starken Niederschlägen lokale Wildbäche zum Riale Molera.
Der Wildbach tritt durch ein Felsenengnis nördlich der Siedlung Norantola, an der Grenze zwischen Grono und Lostallo, in das offene Tal der Moesa hinaus und hat dort im Verlauf von Jahrtausenden mit seinem Geschiebe einen hohen Schuttkegel mit der Fläche von etwa einem Viertel Quadratkilometer gebildet, der sich bis zum Flussbett der Moesa hinunter erstreckt. Der Schuttfächer war seit langer Zeit in einem weitgehend stabilen Zustand und ist inzwischen fast ganz von Wald bedeckt, und der Bach Molera floss in einer Rinne auf der nördlichen Seite des Sedimenthügels zur Moesa.
Der letzte Abschnitt des Bachlaufs bezeichnet die südliche Grenze des Auenschutzgebiets Rosera, das im Bundesinventar der Auengebiete von nationaler Bedeutung verzeichnet ist.

## Geschichte
Nahe an der Moesa führt die Hauptstrasse 13 durch das Tal, die den Bach auf einer Brücke überquert. Gleich daneben lagen auch die Gleise der ehemaligen Misoxerbahn. Bei der Haltestelle der Bahn und einer Bogenbrücke über die Moesa entstand auf dem Schutthang eine Gebäudegruppe, die zum Weiler Sorte, einer Fraktion von Lostallo, gehört.
Weil die Kantonsbehörden die Umgebung der Bachrinne im Falle von Hochwasser für gefährdet erachteten, wurde im Bachlauf oberhalb der Hauptstrasse ein kleines Auffangbecken für eventuell verfrachtetes Geschiebe angelegt.
Bei der Erstellung der lokalen Gefahrenkarte von 2013 wurde festgestellt, dass sich bei einem extremen Hochwasserereignis der Gefährdungsbereich im Talgrund praktisch über den gesamten dortigen Weiler erstrecke. Das Ereignis werde aber laut damaliger Einschätzung nur alle 300 Jahre auftreten und fand darum als Extremereignis keinen Eingang in die Gefahrenkarte.
Beim schweren Unwetter in den Schweizer Alpen am 22. Juni 2024 vergrösserte sich der Abfluss des Riale Molera in kürzester Zeit um ein Vielfaches, der Bach riss aus dem steilen Einzugsgebiet sehr viel Gestein und anderes Lockermaterial mit, brach aus dem seit langer Zeit gewohnten Bachbett aus, ergoss sich als Rüfe und Gesteinslawine über den alten Schuttkegel und erreichte auf dem kürzeren Weg durch die Häusergruppe und über die Hauptstrasse hinweg die Moesa. Die Gesteinsmasse zerstörte Häuser, deckte die Wiesen beim Dorf zu und verschüttete auch das rechtsseitige Widerlager der Flussbrücke von Sorte. Zwei Personen kamen beim Ereignis ums Leben, eine weitere Person wurde vermisst. Die Hauptstrasse blieb für längere Zeit gesperrt. Beim gleichen Wetterereignis staute eine andere Rüfe einige Kilometer weiter nördlich das Flussbett der Moesa, so dass diese einen Abschnitt der Autobahn A13 zerstörte. Bei Sorte verläuft die Autobahn auf der anderen Talseite und wurde von der Molera-Rüfe nicht erreicht.